# Jack Palmer
Jack Palmer es un personaje de la historieta francesa del mismo título, creada en 1974 por René Pétillon. Palmer es un detective que no se entera mucho de las investigaciones que le confían y que sin embargo acaba siempre embarcándose en una tempestad de enredos. Sus satíricas aventuras tocan diversos temas de la sociedad: política, medios de comunicación, mafia, jet set, etc. Lleva siempre consigo un bolso Tati. Según se dice en la película L'Enquête corse (El archivo corso), Palmer nació el 8 de mayo de 1953.

## Trayectoria editorial
En Francia, la serie se publicó en L'Écho des savanes y posteriormente en álbumes:
1. Pétillon - Una sagrada ensalada.[2] (1976)[3]
2. Mister Palmer y Doctor Supermarketstein (1977)
3. El diente hueco (1978)
4. La falta de apóstrofes! (1982)
5. El cantor de México (1984)
6. El príncipe de la BD (1985)
7. El pequinés (1987)
8. Un detective en Yucca (1989)
9. Narco-dollars (1990)
10. Un privé dans la nuit (1993)
11. Le top-model(1995)[4]
12. El archivo corso (2000)
13. El asunto del velo (2006)
14. Investigación en el paraíso (2009) - Dargaud

- Fuera de serie:
  - Lo mejor y lo peor de Jack Palmer (1999)

En España, ha sido publicada por ediciones La Cúpula en su revista El Víbora y por New Comic en Totem.

## Películas
- 2004: L'Enquête corse (El archivo corso) es una película realizada por Alain Berbérian a partir del álbum homónimo de René Pétillon. En la adaptación cinematográfica el papel de Jack Palmer está representado por Christian Clavier. Sólo en esta adaptación se utiliza el nombre de "Rémi François" como el verdadero mientras que se dice que "Jack Palmer" es un alias.

### Dibujos animados
- 2001: Jack Palmer o detective a pesar suyo es una serie de televisión de 30 episodios de un minuto treinta, realizada por Jacky Bretaudeau, Luc Vinciguerra y René Pétillon que se estrenó el 3 de diciembre de 2001 en el Canal +.